# Финансова система
Във финансите финансова система е система, която позволява трансфера на пари между спестители и заематели. Тя обхваща реда от комплексни и тясно свързани финансови институции, пазари, инструменти, услуги, практики и трансакции.
Финансовите системи са от основно значение за алокацията на ресурси в модерната икономика.

## Функции на Финансовата Система
Основните функции на финансовата система са три:
1. Предоставяне на ликвидност – превръщането на абстрактни или конкретни неща в други по начин, изискващ възможно най-ниски сделкови разходи. Това включва три аспекта – обхват (обещанията, които могат да се разменят), плътност (обема на размените) и цената, на която се предоставя тази ликвидност.
2. Събирането и обработването на информация – насочването на парични потоци и ресурси към стопански субекти, дейности и проекти, както и изчисляването на техния стопански потенциал.
3. Управление на риска – количество и вероятност. Динамиката на стопанските процеси дава възможност да се намали общата вероятност от неуспех при съвкупности от проекти.

### Компоненти на Финансовата Система
1. Финансови пазари. Те биват разделяни по:
  - типове обещания – на дълг, собственост (фондов – търгуват се акции), на валута (няма доходен компонент, само ценови)
  - организация – организиран (борсов) и неорганизиран (свободен)
  - срочността на ценните книги – паричен (краткосрочен) и капиталов (дългосрочен)
  - според момента от живота на ценната книга – първичен и вторичен
2. Финансови посредници – улесняват и поевтиняват срещата между спестители и заематели. Гледа се да няма изместване във времето на ликвидността, което се счита за повишение на риска. Видове:
  - депозитни (банки)
  - договорни (застрахователни дружества)
  - инвестиционни (чрез вложения)
3. Финансови инструменти – най-общо начините за осъществяване на сделка между спестител и заемател.
  - за пазара на валута – инструментът е валутата
  - за собственост – акции
  - за дълг